# Sasdónigas
Sasdónigas (llamada oficialmente San Lourenzo de Sasdónigas) es una parroquia española del municipio de Mondoñedo, en la provincia de Lugo, Galicia.

## Otras denominaciones
La parroquia también es conocida por el nombre de San Lorenzo de Sasdónigas.

## Límites
Limita al norte con Nosa Sra. dos Remedios de Mondoñedo y Romariz; al sur con Quende y Galgao, al este con San Vicente de Mondoñedo y al oeste con Romariz y Quende.

## Organización territorial
La parroquia está formada por cuatro entidades de población:
- Chao da Aldea (O Chao da Aldea)
- Lousada
- Pe do Monte (O Pé do Monte)
- Subiglesia (Suaigrexa)

## Demografía
| Gráfica de evolución demográfica de Sasdónigas entre 2000 y 2020 |
|                                                                  |
| Datos según el nomenclátor publicado por el INE.                 |